# Контра-Коста
Ко́нтра-Ко́ста (англ. Contra Costa, от испанского «противоположный берег») — округ штата Калифорния в области залива Сан-Франциско, США. По переписи населения от 2010 года население составляет 1 049 025 жителей. Центром округа является город Мартинес.

## География
В ландшафтах округа Контра-Коста преобладают равнины, возвышенности Окленд-Хилс и Беркли-Хилс, несколько внутренних долин и гора Дьябло, возвышающаяся на высоту в 1173 метра, с пиком в северной оконечности цепочки возвышенностей Дьябло. Вершина Дьябло лежит на меридианной линии, являющейся базовой линией, вдоль которой лежит большая часть Калифорнии и западная Невада.
Через западную часть округа от Кенсингтона до Ричмонда проходит область разлома Хейворд. В южно-центральной части округа от Аламо до Сан-Рамона проходит область разлома Калаверас. Зона разлома Конкорд проходит через часть Конкорда и Пачеко, а разлом Клейтон-Марш-Крик-Гринвилл проходит от Клейтона в его северной оконечности и почти до самого Ливермора. Считается, что эти разломы и надвиги Дьябло близ Дэнвилла могут являться причинами значительных разрушительных землетрясений и более меньших катаклизмов в этом регионе, через который проходят такие важные объекты инфраструктуры как водопровод, газопровод с природным газом, трубопроводы с нефтепродуктами, автодороги, магистрали, железные дороги и транзитная станция железнодорожной системы BART.

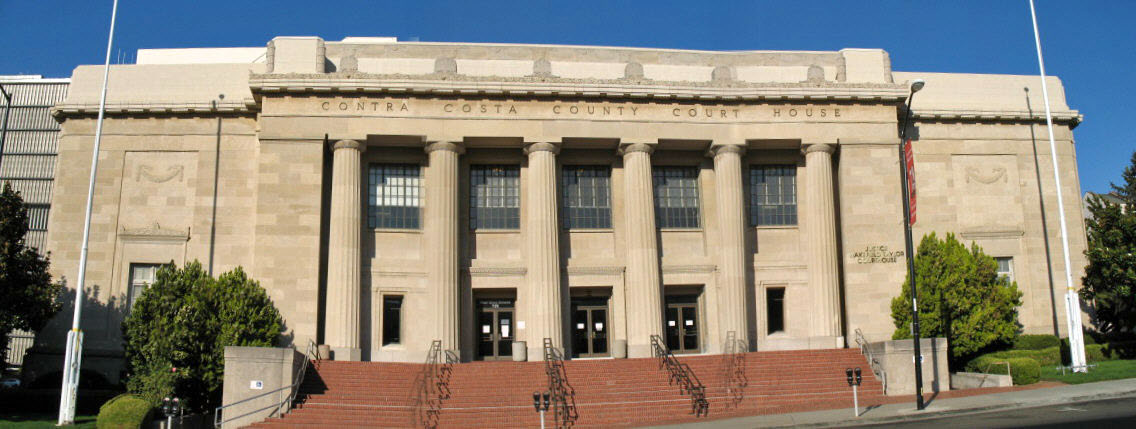
Здание окружного суда в Мартинесе, Калифорния